# 齊拉 (華盛頓州)
齊拉（英語：Zillah）位於美國華盛頓州雅基馬縣。2010年美國人口普查時人口為2,964人。觀光景點包括茶壺圓頂服務站、齊拉神教堂（God Zillah與哥吉拉雙關）和許多釀酒廠。

## 資料來源
1. ↑  . United States Census Bureau.   [2008-01-31].
2. ↑  . United States Geological Survey. 2007-10-25  [2008-01-31].

## 外部連結
- www.zillah.com
- 齊拉拿撒勒教堂 （页面存档备份，存于）